# 虎克猪笼草
虎克猪笼草（学名：Nepenthes&nbsp）是由苹果猪笼草与莱佛士猪笼草杂交得到的常见的自然杂交种。其是以约瑟夫·道尔顿·胡克的名字命名的。其普遍存在于西马来西亚、婆罗洲、新加坡和印度尼西亚苏门答腊岛低地等，莱佛士猪笼草和苹果猪笼草共同存在的地区。虎克猪笼草已列入《濒危野生动植物种国际贸易公约》保护，等级为无危。

## 植物学史

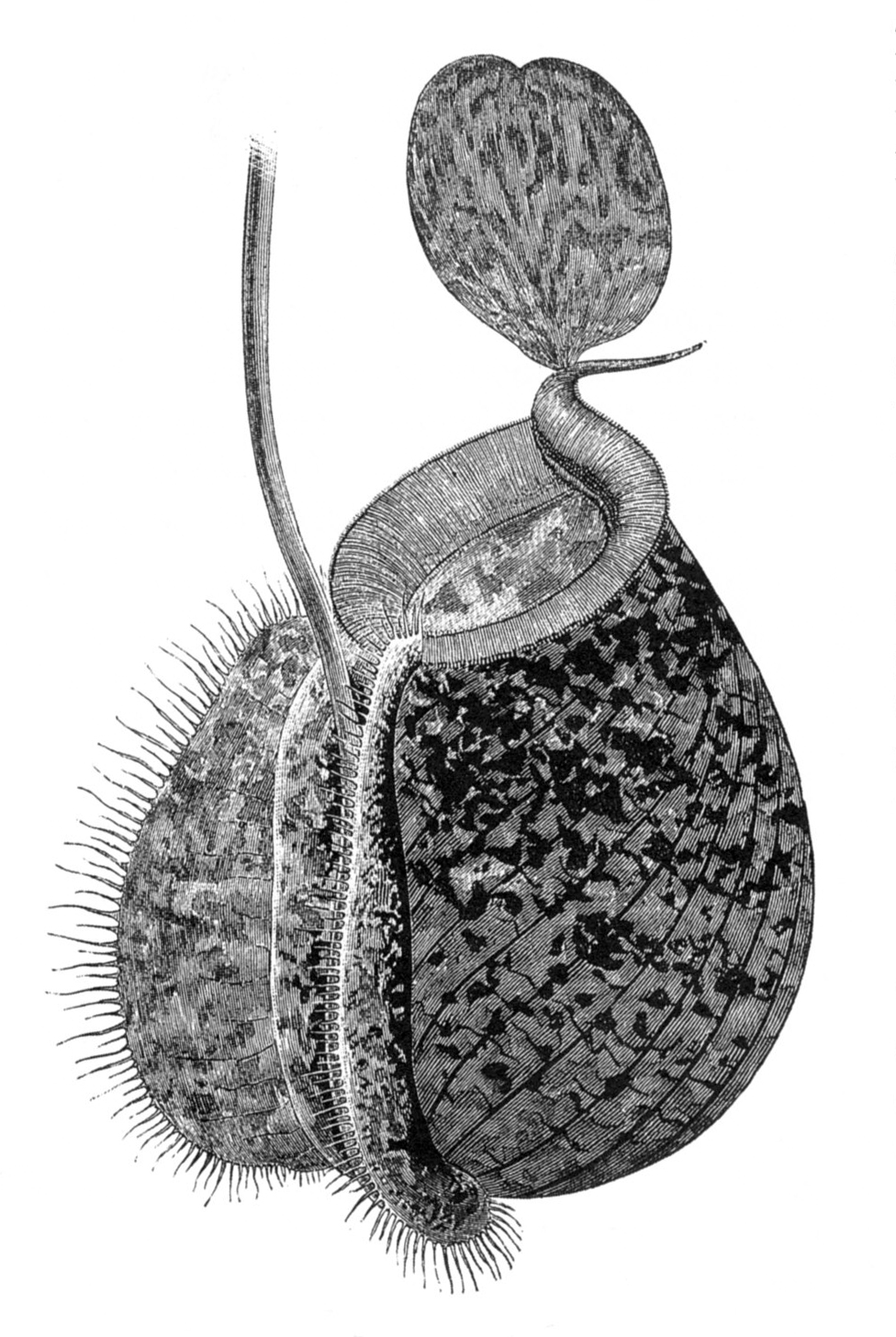
1881年《园丁纪事》中的虎克猪笼草下位笼的插图

虎克猪笼草是以约瑟夫·道尔顿·胡克的名字命名的。其曾被认为是一个独立的物种。
在1908年约翰·缪尔黑德·麦克法兰对虎克猪笼草进行了鉴定前，其分类一直很混乱。造成其分类混乱的原因是虎克猪笼草既不完全区别于莱佛士猪笼草（N. rafflesiana），又不能视其为莱佛士猪笼草的一个变种。因此，麦克法兰假定虎克猪笼草为苹果猪笼草（N. ampullaria）与莱佛士猪笼草的一个杂交种。
B·H·丹瑟也同意这个观点，因为虎克猪笼草表现为苹果猪笼草与莱佛士猪笼草的中间型。在标本馆中，丹瑟经常发现虎克猪笼草混在苹果猪笼草或莱佛士猪笼草的标本中，这也证明了它们至少生长于同一个区域。莱佛士猪笼草的分布范围与苹果猪笼草只有小部分的不同，其为苹果猪笼草分布范围的西部。而虎克猪笼草几乎也只出现于它们共同存在的地区。在当时，丹瑟并没有进行杂交实验，所以也未完全的证实这个假设。

## 形态特征
虎克猪笼草为藤本植物。其茎直径约5至10毫米。
虎克猪笼草莲座状植株和短侧芽的叶片为革质，匙形，长约10至30厘米，叶尖急尖，基部缩窄。叶柄最长可达8厘米，呈槽状，包住茎周长的四分之三。羽状脉众多，几乎直发至叶缘。在中脉两侧叶片的外三分之二各有2至5条纵脉。笼蔓的长度只有叶片的一半。攀援茎的叶片为革质，披针形，长约15至35厘米，宽约4至6厘米，叶尖急尖或短渐尖，基部通常会缩成较窄的翼。叶柄最长可达10厘米，半包住茎。羽状脉众多，几乎平行直发至叶缘。在中脉两侧叶片的外二分之一各有约5条纵脉。笼蔓的长度为叶片的1.5倍，上位笼的笼蔓具有笼蔓圈。
虎克猪笼草的地面笼的形状非典型，类似于下位笼。
虎克猪笼草的下位笼高约5至12厘米。腹面的笼翼宽约10至15厘米，翼须长约3至10毫米，间隔1至0.5毫米。笼口的前部水平，基部急剧向笼盖弯曲，形成的唇颈长度很少超过1厘米。唇的外部唇肋明显，内部较平滑，唇可宽达1厘米，唇肋间隔0.5至0.3毫米，唇齿的长度约为宽度的3至5倍。其内表面布满腺体，其极小，呈火山口状，密度为每平方厘米1800至2000个。笼盖为椭圆形至长圆形，极少数略呈心形，末端圆或微缺。其长约2.5至5厘米，宽约1.5至2.8厘米。笼盖的下表面具有中部不深凹腺体，无附属物和笼盖骨。笼盖基部后方的笼蔓尾扁平不分叉，其长约5至15毫米。

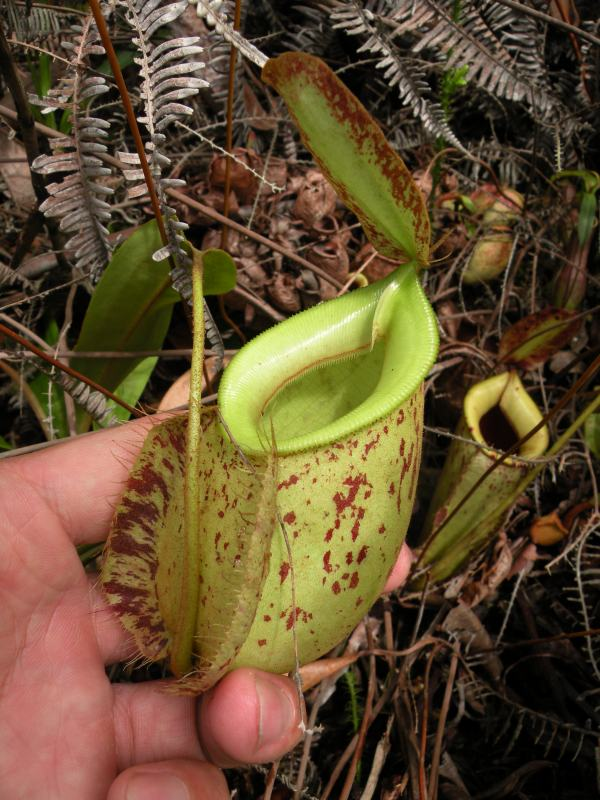
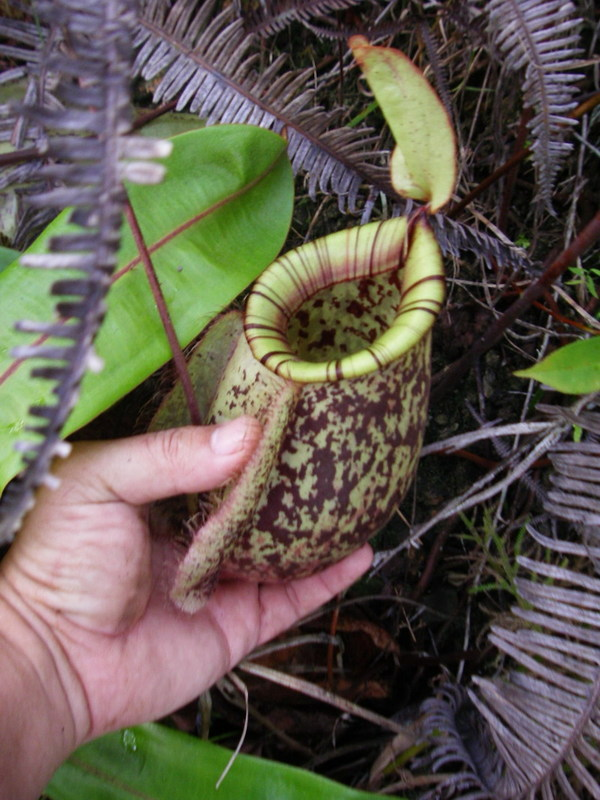
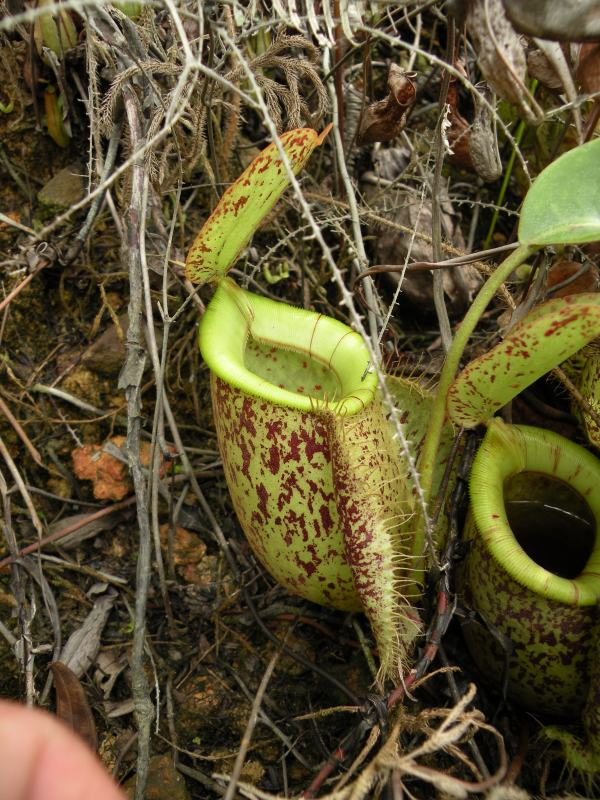
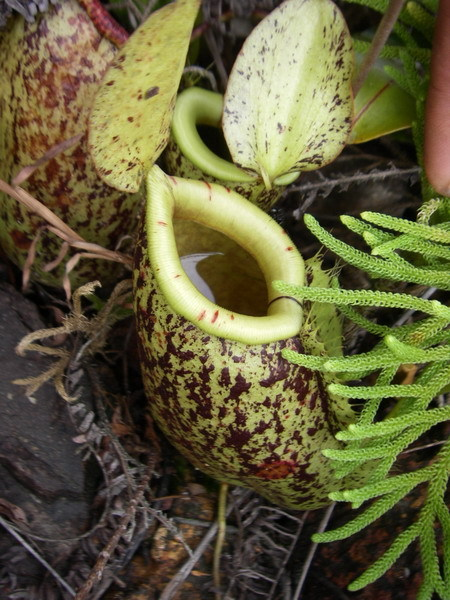
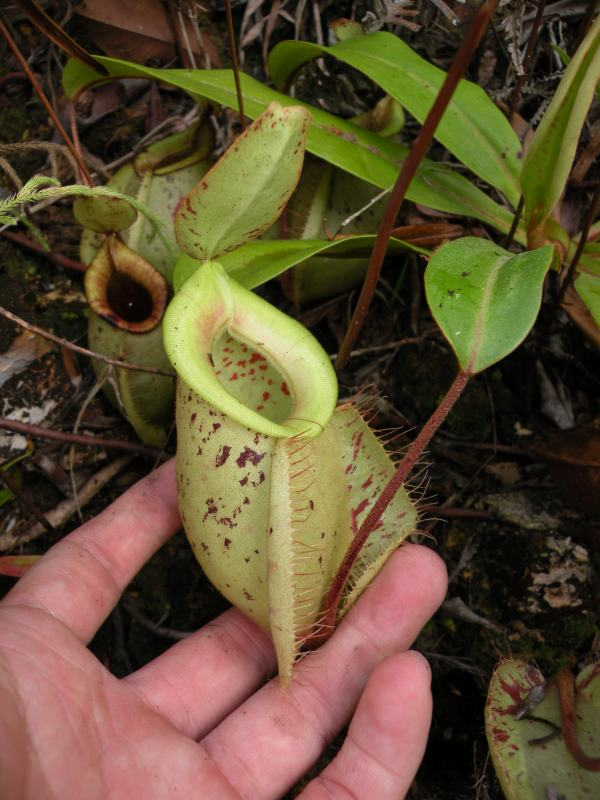

虎克猪笼草的上位笼基部与笼蔓衔接的弯曲处宽约15至20毫米，其呈漏斗形，高约8至13厘米，宽约3至4厘米。唇下处略缩小。笼翼大多缩小为一对隆起，极少数还具有笼翼，其可宽达2毫米，翼须可宽达8毫米。笼口倾斜，形成的唇颈大多长约1厘米。唇的外部唇肋明显，内部较平滑，唇可宽达10至15毫米，唇肋间隔0.5至0.3毫米，唇齿的长度约为宽度的3倍。其内表面布满火山口状的腺体。笼盖为椭圆形至长圆形，末端圆或微缺，基部呈心形。笼盖的下表面的腺体大部分细小，少数较大型，中部都不深凹。笼盖基部后方的笼蔓尾扁平不分叉，其长约15毫米。

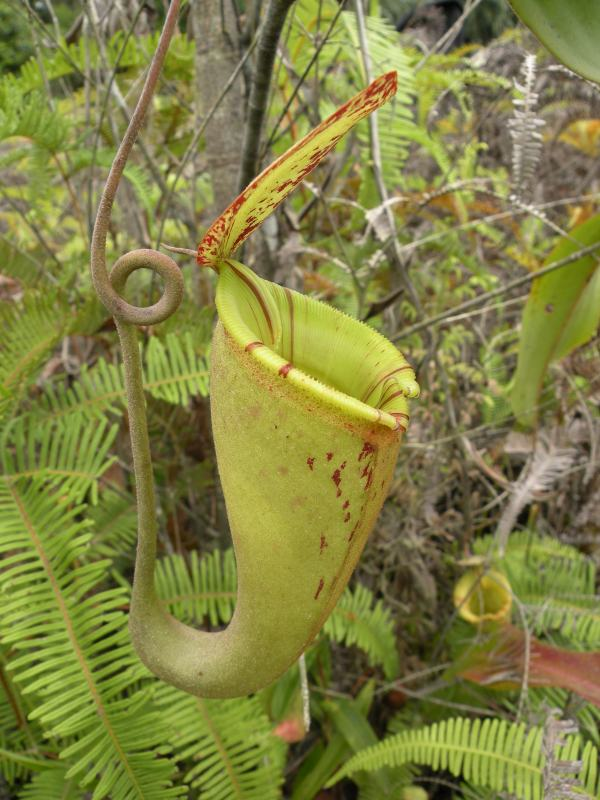
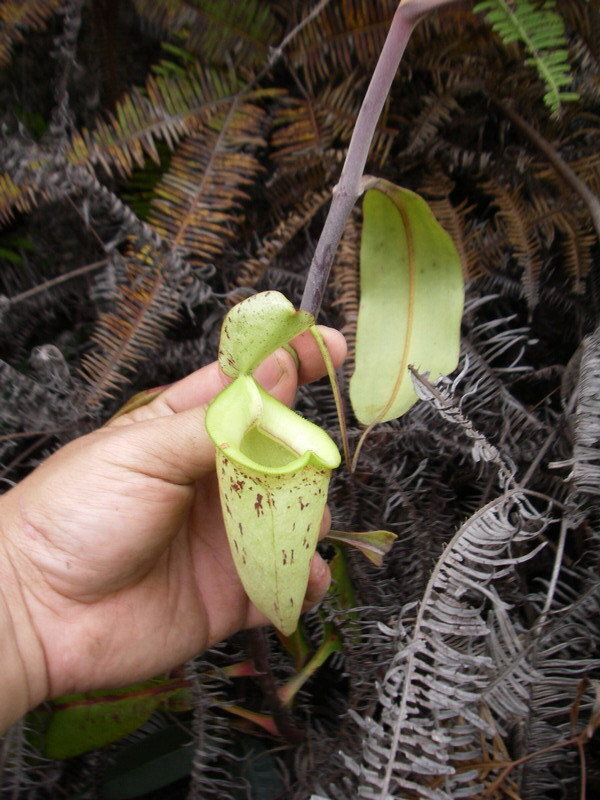
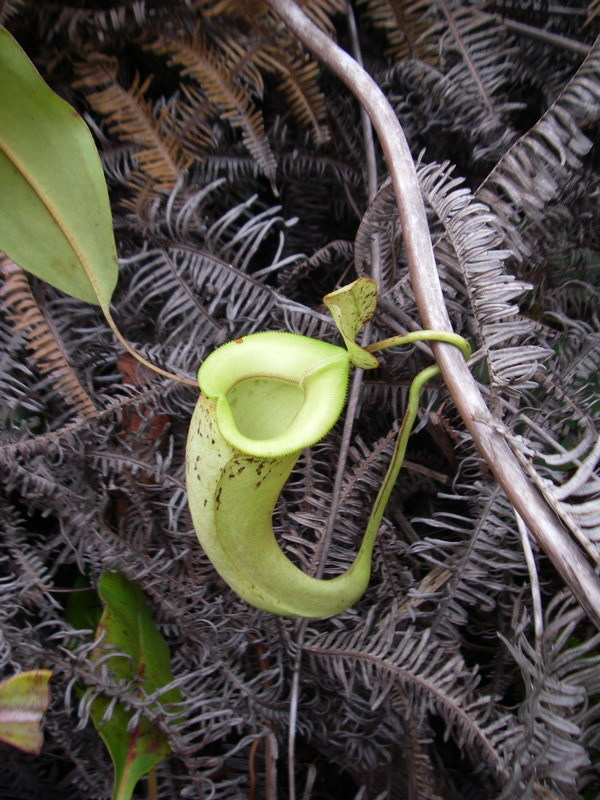
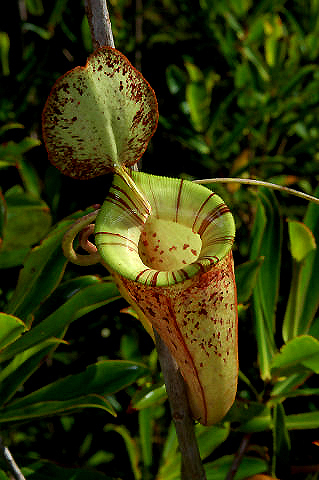

虎克猪笼草的花序为总状花序。雄性花序的基部花梗可能带2朵花且具有丝状的苞片，其长约15至20毫米，顶部花梗带1朵花。花被片为椭圆形或宽椭圆形，末端圆，长约5至7毫米。雄蕊柄包括花药在内长约5毫米。雌性花序的结构与雄性的类似，只是偶尔基部花梗可能带3朵花。子房无柄。果荚细长，约20至25毫米，果瓣为披针形，两端急剧缩小，中部宽2.5至3毫米。种子呈丝状，长约10至15毫米。
虎克猪笼草植株发育中的部分具有密集的星状毛被。成熟的茎部和叶柄处具有易脱落的或部分持久的毛被。叶片的下表面和捕虫笼具有稀疏的毛被。在花盖的外表面具有较长的持久性毛被。雄蕊柄始终无毛，子房的毛被密集，果荚的毛被易脱落成无毛。
标本叶片的上表面为淡棕色至暗褐色，其他部分为红褐色。

## 生态关系

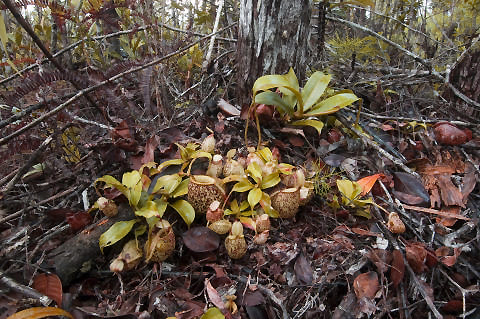
虎克猪笼草的原生环境

虎克猪笼草是一种由莱佛士猪笼草与苹果猪笼草杂交得到的常见自然杂交种。其广泛存在于西马来西亚、婆罗洲、新加坡和印度尼西亚苏门答腊岛低海拔地区。。亦分布于大納土納島附近地区。其出现于莱佛士猪笼草和苹果猪笼草共同生长的地区，生活习性也与其亲本类似。

## 保护状况
虎克猪笼草已列入《濒危野生动植物种国际贸易公约》的食虫植物名录，保护状况为无危。

## 种下类群
- Nepenthes hookeri var. elongata Hort.Veitch ex Wilson (1877)[11]sphalm.typogr.
- Nepenthes hookeriana f. elongata (Hort.Veitch ex Wilson) Divers (1879)

## 种植
虎克猪笼草属于较容易栽培的猪笼草种类，生长迅速且对光照需求相对其他猪笼草较小，但是它们对低温和低空气湿度的忍耐能力较差，在环境干冷的情况下会出现不结捕虫笼甚至生长停滞的现象，叶片有时也会出现冻伤，初学者在栽培前需要注意到这一点。

## 扩展阅读
- 食虫植物照片搜寻引擎中虎克猪笼草的照片 （页面存档备份，存于）

 维基共享资源上的相關多媒體資源：虎克猪笼草
 維基物種上的相關：虎克猪笼草